# Zdzisław Graczyk
Zdzisław Graczyk (ur. 1 grudnia 1934 w Toruniu) – generał dywizji WP; zastępca szefa Inspektoratu Logistyki Sztabu Generalnego WP (1992-1995).  

## Życiorys
Syn Jana i Teresy z Lemańskich. W 1952 skończył liceum ogólnokształcące w Toruniu i wstąpił do Centrum Wyszkolenia Kwatermistrzowskiego w Poznaniu, które zostało przekształcone w Oficerską Szkołę Służby Tyłów. Po ukończeniu szkoły we wrześniu 1954 został promowany do stopnia podporucznika w korpusie oficerów kwatermistrzostwa. Po promocji został szefem zaopatrzenia żywnościowego 19 samodzielnego batalionu rozpoznawczego w Oleśnicy, a od 1955 we Wrocławiu. W latach 1957–1967 szef zaopatrzenia żywnościowego 10 pułku czołgów w Opolu, a następnie szef dywizyjnego punktu zaopatrzenia 10 Dywizji Pancernej. W latach 1967–1970 studiował w Akademii Sztabu Generalnego WP w Warszawie. Po ukończeniu studiów był w latach 1970–1972 kwatermistrzem-zastępca dowódcy 2 pułku czołgów w Opolu, a w latach 1972–1975 kwatermistrzem–zastępcą dowódcy 4 Dywizji Zmechanizowanej w Krośnie Odrzańskim, następnie 10 Dywizji Pancernej w Opolu. Od września 1975 do sierpnia 1977 studiował w Wojskowej Akademii Sztabu Generalnego Sił Zbrojnych ZSRR im. K. Woroszyłowa w Moskwie. Po powrocie do kraju był szefem sztabu kwatermistrzostwa–zastępcą kwatermistrza Śląskiego Okręgu Wojskowego we Wrocławiu (1977–1978). W 1978 awansował na pułkownika. Od 1978 do 1984 kwatermistrz–zastępca dowódcy tego okręgu. 30 września 1982 na mocy uchwały Rady Państwa PRL otrzymał nominację na stopień generała brygady; nominację wręczył mu w Belwederze 11 października 1982 przewodniczący Rady Państwa prof. Henryk Jabłoński w obecności I sekretarza Komitetu Centralnego PZPR, prezesa Rady Ministrów gen. armii Wojciecha Jaruzelskiego. Od września 1984 do marca 1991 zastępca Głównego Kwatermistrza WP. Od marca 1991 zastępca szefa Departamentu Wojskowego w BBN przy Kancelarii Prezydenta RP. Brał udział w pracach nad nową doktryną obronną RP po zmianach ustrojowych. Na mocy postanowienia Prezydenta RP z 16 października 1992 awansowany na stopień generała dywizji; nominację wręczył mu w Belwederze 9 listopada 1992 prezydent RP Lech Wałęsa. Od października 1992 do lipca 1995 był zastępcą szefa Inspektoratu Logistyki Sztabu Generalnego WP. Współtworzył nowy pion logistyki w Siłach Zbrojnych RP. Latem 1995 zakończył służbę wojskową i został pożegnany przez ministra obrony narodowej Zbigniewa Okońskiego i szefa Sztabu Generalnego WP gen. broni Tadeusza Wileckiego. W stan spoczynku przeszedł 11 sierpnia 1995.
W latach 1995–1997 był pełnomocnikiem szefa Sztabu Generalnego WP ds. upamiętnienia zbrodni katyńskiej. W 1996 należał do grupy generałów – współzałożycieli Klubu Generałów WP. W latach 2004–2007 wiceprezes Klubu Generałów WP.

## Awanse
W trakcie wieloletniej służby w Wojsku Polskim otrzymywał awanse na kolejne stopnie wojskowe:
- podporucznik – 1954
- porucznik – 1956
- kapitan – 1963
- major – 1968
- podpułkownik – 1972
- pułkownik – 1977
- generał brygady – 1982
- generał dywizji – 1992

## Wybrane odznaczenia
- Krzyż Komandorski Orderu Odrodzenia Polski (1985)[1]
- Krzyż Kawalerski Orderu Odrodzenia Polski (1978)[1]
- Srebrny Krzyż Zasługi (1971)
- Medal 40-lecia Polski Ludowej
- Złoty Medal „Siły Zbrojne w Służbie Ojczyzny”
- Złoty Medal „Za zasługi dla obronności kraju”
- inne odznaczenia i medale

## Życie prywatne
Zawarł związek małżeński z Zofią, ma syna i córkę.